# Pontobdella vosmaeri
Pontobdella vosmaeri är en ringmaskart som beskrevs av Apathy 1888. Pontobdella vosmaeri ingår i släktet Pontobdella och familjen fiskiglar. Arten har ej påträffats i Sverige. Inga underarter finns listade i Catalogue of Life.